# John Langenus

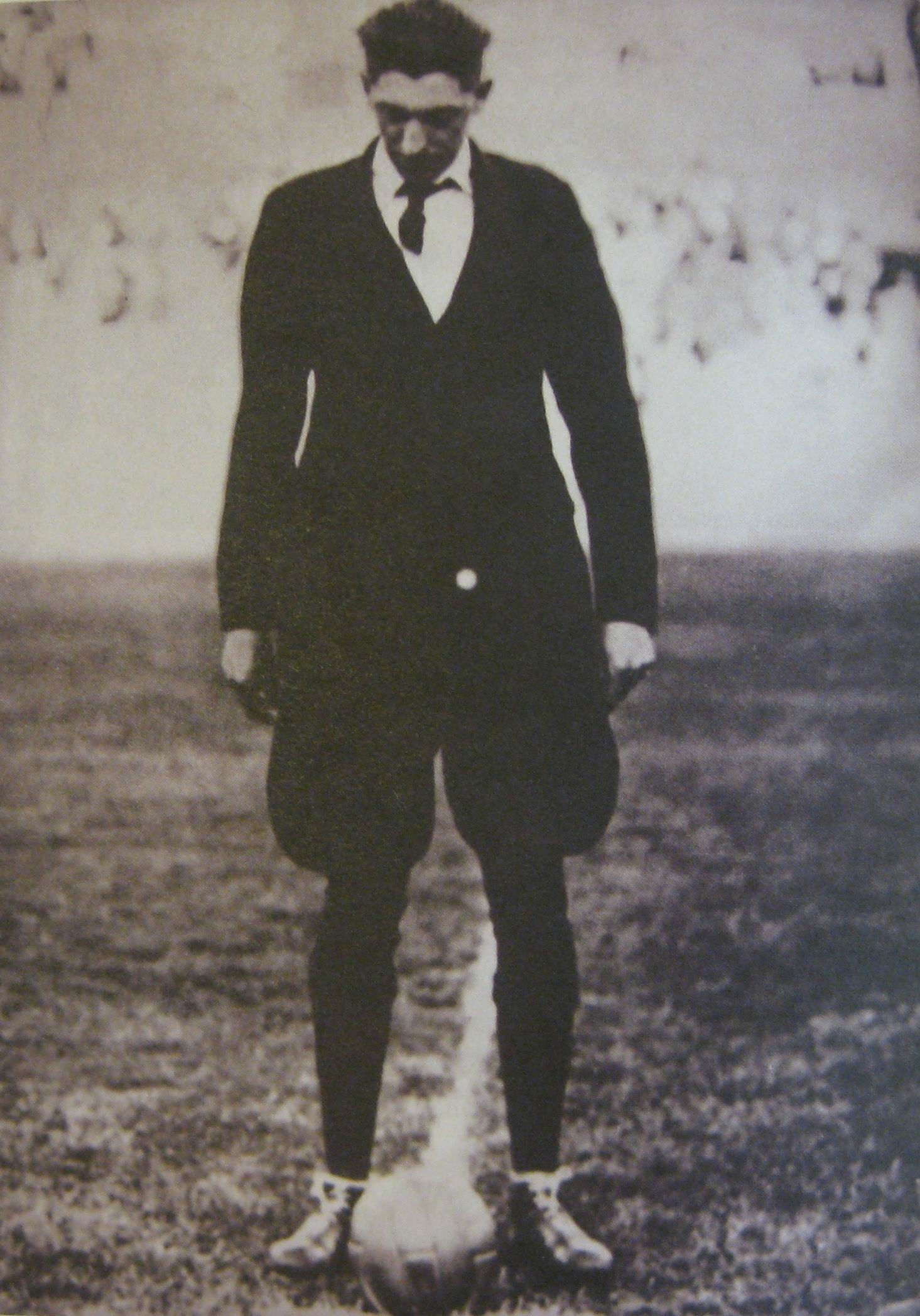
John Langenus tijdens de eerste finale van het WK-voetbal in 1930.

Joannes Julianus ("John") Langenus (Antwerpen, 9 december 1891 – Antwerpen, 1 oktober 1952) was een Belgische voetbalscheidsrechter. Hij kan beschouwd worden als een van de baanbrekers voor de voetbalsport en -arbitrage in België. Hij floot meer dan 80 internationale matchen. Hij floot de eerste finale van het Wereldkampioenschap voetbal tussen Uruguay en Argentinië in 1930.
John Langenus kwam uit een gegoede familie en speelde in het begin van de 20e eeuw al vanaf zeer jeugdige leeftijd voetbal. Een blessure lag aan de basis van zijn scheidsrechtersloopbaan. De Koninklijke Belgische Voetbalbond had in het begin van zijn bestaan nood aan spelleiders en Langenus werd aanvaard. Hij werd scheidsrechter als hobby, naast zijn baan als secretaris van de gouverneur van de provincie Antwerpen.
Hij debuteerde in de provinciale jeugdreeksen van Antwerpen en van daaruit klom hij naar de hogere reeksen. Met zijn 1,90 m was hij een grote gestalte die respect afdwong. Tijdens een wedstrijd Ukkel Sport tegen FC Brugge werd hij echter door een supporter zwaar aangepakt en hij belandde in het ziekenhuis, maar enkele dagen later stond hij weer op het veld.
In 1920 begon Langenus in Parijs, met de match Frankrijk - Engeland voor militairen, zijn internationale carrière. Hij zou nadien nog tientallen interlands fluiten, waarbij zijn talenkennis zeer van pas kwam. Tijdens het eerste Wereldkampioenschap voetbal in 1930 in Uruguay leidde hij in de hoofdstad Montevideo vier wedstrijden, waaronder de finale. Deze wedstrijd Uruguay - Argentinië, die op 4-2 eindigde zou een van de mooiste herinneringen blijven uit zijn succesrijke carrière. Na 1930 zou hij nog op twee grote toernooien fluiten: het Wereldkampioenschap voetbal 1934 in Italië en het Wereldkampioenschap voetbal 1938 in Frankrijk.
Deze topscheidsrechter was ook journalist, die in buitenlandse bladen schreef. Hij bracht ook enkele boeken uit, die over zijn ervaringen en reizen als scheidsrechter handelen. Daarnaast schreef hij mee aan het scenario van de Vlaamse film Wit is troef (1940) van Jan Vanderheyden.Tot zijn dood in 1952 was hij voorzitter van Vigor Hamme.
John Langenus overleed in 1952, negen jaar na zijn pensionering als voetbalscheidsrechter.